# Melanie Lubbe
Melanie Lubbe, née Melanie Ohme (née le 23 juin 1990 à Leipzig, en Allemagne), est une joueuse d'échecs allemande.

## Biographie
Melanie Lubbe est l'aînée d'une fratrie de six frères et sœurs. Elle apprend à jouer aux échecs avec ses parents à l'âge de quatre ans. À l'âge de sept ans, elle commence à jouer en club. Elle est d'abord encadrée par l'entraîneur du club, Paul Gaffron. Elle sera ensuite formée par Burkhard Starke, Lothar Vogt, Miroslav Schwarz, Hendrik Hoffmann, Roland Voigt et David Lobzhanidze.
Melanie Lubbe étudie la psychologie de 2010 à 2013 à l'université de Mannheim et obtient sa licence. En février 2011, elle reçoit une distinction, la Silberne Ehrennadel, de la part de la fédération allemande des échecs. Elle passe son master à l'université de Groningue, aux Pays-Bas. Ce master porte sur la psychologie du travail et des organisations. Elle travaille comme consultante en ressources humaines à Braunschweig,en Basse-Saxe, depuis février 2015.
Elle épouse le maître international Nikolas Lubbe en 2015. Née Melanie Ohme, elle change de nom à son mariage. Ce changement de nom s'est décidé par une partie de blitz avec son nouveau mari.

## Palmarès dans les compétitions jeunes
Dans les compétitions entre jeunes, Melanie Lubbe est sacrée championne d'Allemagne dans la catégorie des filles de moins de 14 ans en 2003, championne dans la catégorie des filles de moins de 16 ans en 2005 et championne dans la catégorie des filles de moins de 18 ans en 2008.
En janvier 2016, elle occupe la 6e place du classement des joueuses allemandes.

## Parcours avec l'équipe nationale

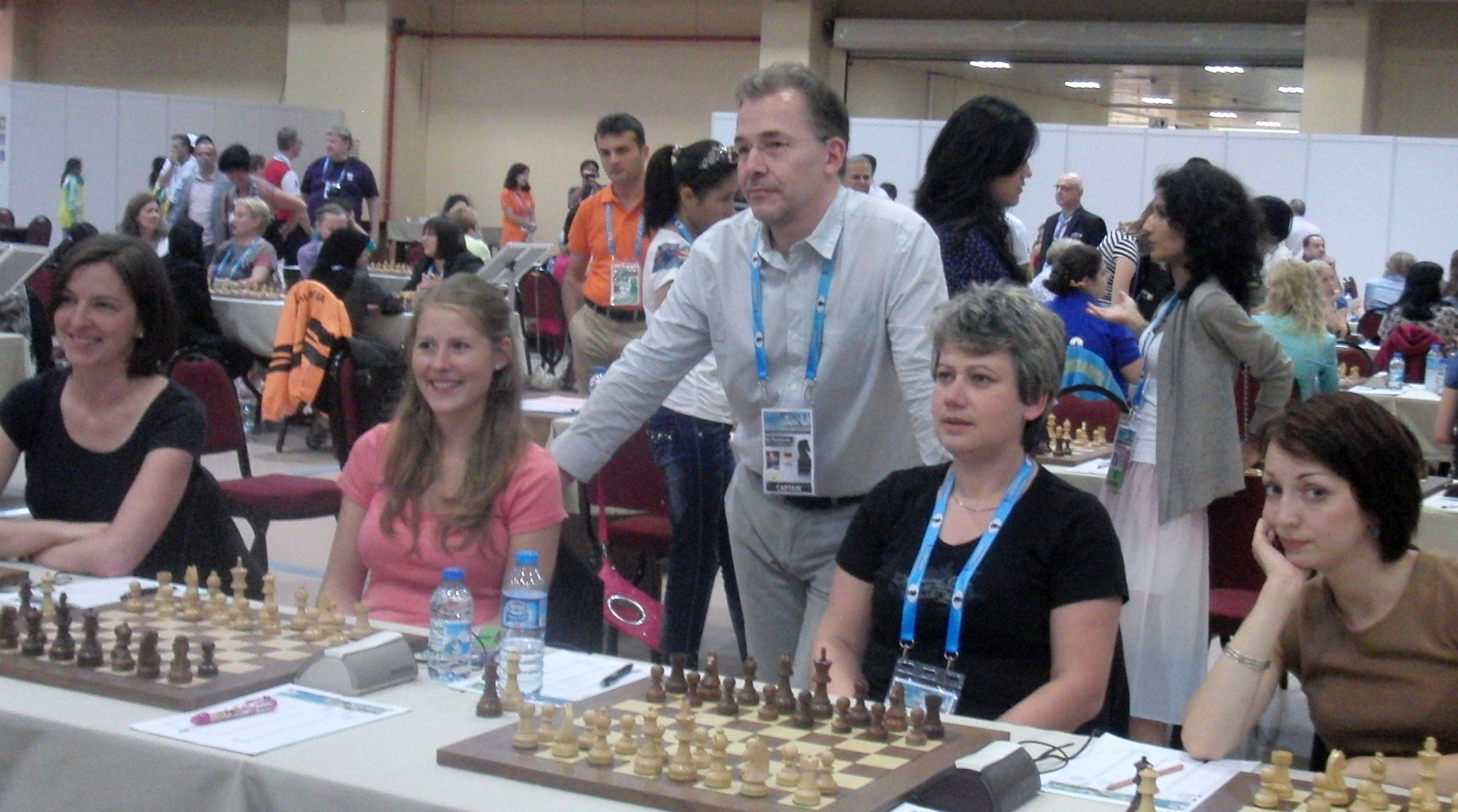
Olympiade d'échecs 2012 à Istanbul : Michna, Lubbe, Melamed et Pähtz (de gauche à droite)

### Parcours lors des olympiades d'échecs
Melanie Lubbe participe avec l'équipe nationale féminine allemande à plusieurs olympiades d'échecs féminines :
- en 2008, elle est au quatrième échiquier lors de la 38e Olympiade d'échecs qui se déroule à Dresde, en Allemagne (6 victoires (+6), 0 match nul (=0), 3 défaites (-3))[6]
- en 2010, elle est au quatrième échiquier lors de la 39e Olympiade d'échecs qui se déroule à Khanty-Mansïisk, en Russie (+4, =3, -2)[6]
- en 2012, elle est au troisième échiquier lors de la 40e Olympiade d'échecs qui se déroule à Istanbul, en Turquie (+4, =1, -4)[6]
- en 2014, elle est au quatrième échiquier lors de la 41e Olympiade d'échecs qui se déroule à Tromso, en Norvège (+6, =1, -2)[6]
- en 2016, elle est au quatrième échiquier lors de la 42e Olympiade d'échecs qui se déroule à Bakou, en Azerbaïdjan (+3, =0, -4)[6]

### Parcours lors du championnat du monde féminin par équipe
Melanie Lubbe joue aussi lors du championnat du monde féminin par équipe en 2007 à Ekaterinbourg, en Russie.

### Parcours lors du championnat d'Europe des nations féminin
Melanie Lubbe joue pour l'équipe nationale allemande lors de diverses éditions du championnat d'Europe des nations féminin : 
- En 2007, au quatrième échiquier lors du 7e championnat d'Europe d'échecs des nations qui se déroule à Héraklion, en Grèce (+5, = 1, -2)[8],
- En 2009, au troisième échiquier du 8e championnat d'Europe d'échecs des nations qui se déroule à Novi Sad, en Serbie (+3, = 1, -3)[8],
- En 2011, au tableau de réserve du 9e championnat d'Europe d'échecs des nations qui se déroule à Porto Carras, en Grèce (+5, = 3, -0) et a remporté la médaille d'argent individuelle[8],
- En 2015, au quatrième échiquier du 11e championnat d'Europe d'échecs des nations qui se déroule à Reykjavik, en Islande (+3, = 4, -1)[8],[9].

## Parcours en club
Melanie Lubbe joue au SC Leipzig-Gohlis de 1998 à 2010. A partir de la saison 2007/08, elle fait partie de l'équipe première, qui joue en deuxième division allemande. Elle avait précédemment fait deux apparitions en Première Bundesliga lors de la saison 2005/06.
Melanie Lubbe joue pour le Schachfreunde Neuberg en Oberliga (3e division) et en Deuxième Bundesliga (2e division). En Bundesliga féminine, elle joue pendant la saison 2004/05 et de 2007 à 2011 au SC Leipzig-Gohlis (la dernière saison en tant que joueuse invitée).
De la saison 2011/12 à la saison 2015/16, elle joue en tant que joueuse invitée pour le Schachfreunde von 1891 Friedberg e. V., et la saison suivante, en 2016/17, Melanie Lubbe joue en tant qu'invitée au Rodewischen Schachmiezen.
Lors de la saison 2014/15, elle joue au Luxembourg et aux Pays-Bas. Au Luxembourg, Melanie Lubbe joue pour The Smashing Pawns Bieles, et aux Pays-Bas, elle joue dans l'élite du championnat néerlandais, en Meesterklasse, avec l'équipe SISSA Groningen. Elle rejouera pour cette dernière équipe lors de la saison 2016/2017.

## Titres internationaux décernés par la FIDE
Melanie Lubbe devient maître FIDE féminin (MFF) en 2006.
Elle détient le titre de maître international féminin (MIF) depuis 2009. Elle réalise sa première norme MIF lors du championnat du monde juniors dans la catégorie des filles de moins de 14 ans en 2004 à Héraklion, en Grèce. Sa seconde norme, elle l'obtient lors de la Coupe Mitropa féminine en 2006, à Brno et sa troisième à l' olympiade d'échecs féminine de 2008 qui se joue à Dresde.
En 2012, elle reçoit le titre de Grand maître international féminin. Elle avait réalisé les normes correspondantes plus tôt lors des saisons 2009/10 et 2010/11 de la Bundesliga féminine allemande et lors du championnat d'Europe des nations de 2011 à Porto Carras.